# Villa Racher (Heilbronn)

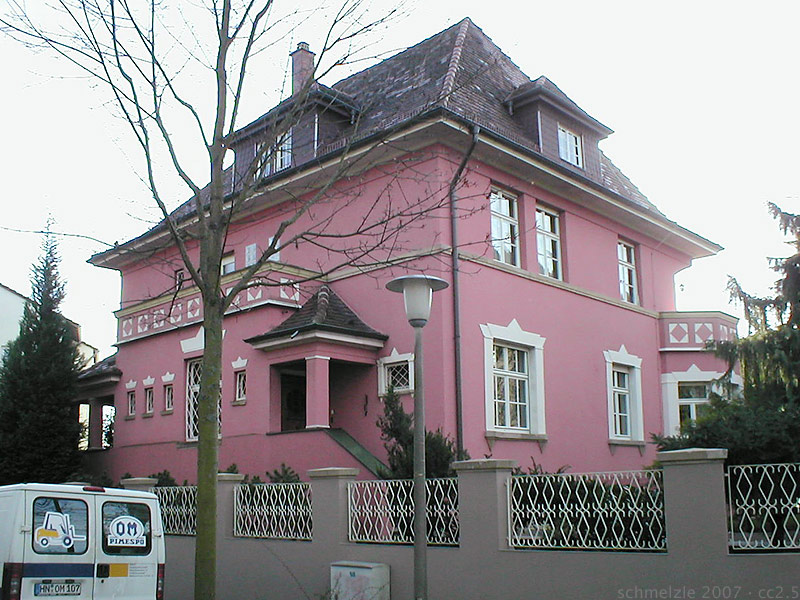
Villa Racher in der Villmatstraße 17 in Heilbronn

Die Villa Racher in der Villmatstraße 17 in Heilbronn wurde in expressionistischem Stil erbaut und steht unter Denkmalschutz.

## Lage
Das Gebäude wurde im Gewann Villmat errichtet, das mit den Gewannen Bei der Lehmgrube, Steinweg, Scheerweg und Mönchsee eine Erweiterungsfläche für eine neue Wohnansiedlung bildete. Dieser neue Wohnbezirk war Teil des 1872 von Reinhard Baumeister erarbeiteten Generalbauplans.

## Beschreibung
Die Villa wurde 1925 nach Plänen des Lauffener Architekten E. Müller für den Direktor Fr. Racher erbaut. Der Profanbau ist neben der Kirche St. Augustinus und dem Laubenganghaus eines der wenigen in Heilbronn erhaltenen Bauwerke im Stil des Expressionismus.

„1925 […] nach Entwürfen des Architekten E. Müller aus Lauffen erbaut, dokumentiert in exemplarischer, in hohem Maße originaler Weise die Villenarchitektur der 1920er Jahre in ihrer vom Expressionismus beeinflussten Ausprägung […] Die Detailbildung mit ihrem expressionistischen Dekor erzeugt insbesondere im EG eine lebhafte Reliefwirkung […]“

Das Gebäude ist symmetrisch und rechteckig und hat ein Walmdach im barockisierenden Heimatstil der von Paul Schmitthenner geprägten Stuttgarter Schule. Das Dekor im Erdgeschoss zeigt, bestimmt von Reliefen mit Zacken und Rauten, die Formensprache des Expressionismus. Die Rautenform wiederholt sich in den Reliefs an der Balustrade des Balkons im ersten Obergeschoss und in den Gittern der Fenster und des Gartenzauns.

## Geschichte
1950 gehörte die Villa dem Kaufmann Hermann Rauch. Ebenfalls dort gemeldet war der Kreisinspektor Rudolf Habermaier. 1961 wurde das Haus von zwei Generationen der Kaufmannsfamilie Rauch bewohnt.